# نان زنجفیلی (رمان کوهن)
نان زنجفیلی رمانی است برای بزرگسالان که توسط نویسنده آمریکایی راشل کوهن نوشته شده و توسط سایمون اند شوستر در سال ۲۰۰۲ منتشر شده‌است. داستان دربارهٔ سی‌د شِریس، یک دختر پانک است که در سان فرانسیسکو با والدینش نانسی و سی‌د، و خواهر و برادرهایش اشلی و جاش و معشوقه‌اش میگوی که موج سوار است زندگی می‌کند. او به نیویورک می‌رود تا در مورد پدر و خانواده اش اطلاعاتی کسب کند. این کتاب اولین کتاب از سری سی‌د شِریس است و پس از آن میگو (۲۰۰۵) و کیک کوچک (۲۰۰۸) قرار دارند.

## شخصیت‌ها
- سی‌د شِریس دختر نوجوانی است که مادرش نانسی را دیوانه می‌کند و خود را «زن مرد» معرفی می‌کند.
- میگو دوست پسر فعلی سی‌د است. او یک موج سوار و هنرمند است.
- والاس، که به خاطر کافی شاپی که اداره می‌کند، جاوا نامیده می‌شود، برادر میگو و همچنین دوست پسر دلیا است. سی‌د علاقه کوتاه مدتی به او داشت. او یک موج سوار دیگر است.
- دلیا دوست دختر جاوا است. او با او در کافی شاپ کار می‌کرد. دلیا یک رقصنده عالی در داستان است.
- شوگر پای اولین دوست سی‌د بود. او در یک پناهگاه زندگی می‌کند. سی‌د و شوگر پای زمانی با هم آشنا شدند که سی‌د باید در آنجا خدمات اجتماعی انجام می‌داد، اما اکنون سی‌د همیشه برای دیدن شوگر به آنجا سر می‌زند.
- هلن یکی دیگر از دوستان سی‌د است. خانواده او یک رستوران چینی دارند و او دوست دارد مادرش را عصبانی کند. هلن هنرمند است و سگ‌های آبی دارد.

## جوایز
رمان شیرینی زنجبیلی جوایز زیر را دریافت کرد:
- انتخاب بهترین کتاب‌ها برای بزرگسالان جوان انجمن کتابخانه‌های آمریکا (۲۰۰۳)
- کتابهای کتابخانه عمومی نیویورک برای انتخاب سن نوجوان (۲۰۰۳)
- انجمن بین‌المللی خواندن (IRA) انتخاب بزرگسالان جوان (۲۰۰۴).